# WR 3
WR 3 är en ensam stjärna i den mellersta  delen av stjärnbilden Cassiopeja. Den har en skenbar magnitud av ca 10,69 och kräver ett teleskop för att kunna observeras. Baserat på parallax enligt Gaia Data Release 2 på ca 0,31 mas, beräknas den befinna sig på ett avstånd på ca 9 500 ljusår (ca 2 900 parsek) från solen. Den rör sig bort från solen med en heliocentrisk radialhastighet på ca 100 km/s.

## Egenskaper
WR 3 är en blå till vit ljusstark stjärna av spektralklass WN3-hw, och är en Wolf-Rayet-stjärna. Den har en massa som är ca 15 solmassor, en radie som är ca 2,5 solradier och har ca 363 000 gånger solens utstrålning av energi från dess fotosfär vid en effektiv temperatur av ca 89 100 K.
WR 3 ingår i kväveserien av WR-stjärnor och har ett spektrum med starka linjer för NV och HeII men svaga för NIV. HI-linjer är mycket svaga eller saknas, men det finns linjer av OVI. Ovanligt nog finns det linjer av väte- och absorptionskomponenter i många linjer som skapar P Cygni-profiler. Sammantaget är emissionen svagare än för stjärnor av liknande spektraltyp, och det har ofta föreslagits att WR 3 har en följeslagare av spektraltyp O. Det finns dock inga andra tecken på en följeslagare och den tros vara en ensam stjärna med en spektraltyp av WN3-hw. "h" och "w" anger att väte förekommer och att emissionen är svagare för klassen.
WR 3 var den tredje stjärnan i den sjätte katalogen över galaktiska Wolf-Rayet-stjärnor. WR 1 och WR 2 är också båda tidiga WN-stjärnor i Cassiopeja.
WR 3 är en massiv och ljusstark stjärna. Närvaron av väte i dess spektrum tyder på att den är yngre än vätefria WR-stjärnor och kan fortfarande vara i färd med att kasta ut resten av dess väte. Emissionslinjerna för tunga grundämnen i dess spektrum orsakas av stark konvektion och kraftiga stjärnvindar snarare än fullständig förlust av stjärnans yttre lager. Vindhastigheten har uppmätts till 2 700 km/s vilket leder till att massan går förlorad med fyra miljondels solmassa per år.